# ANBC

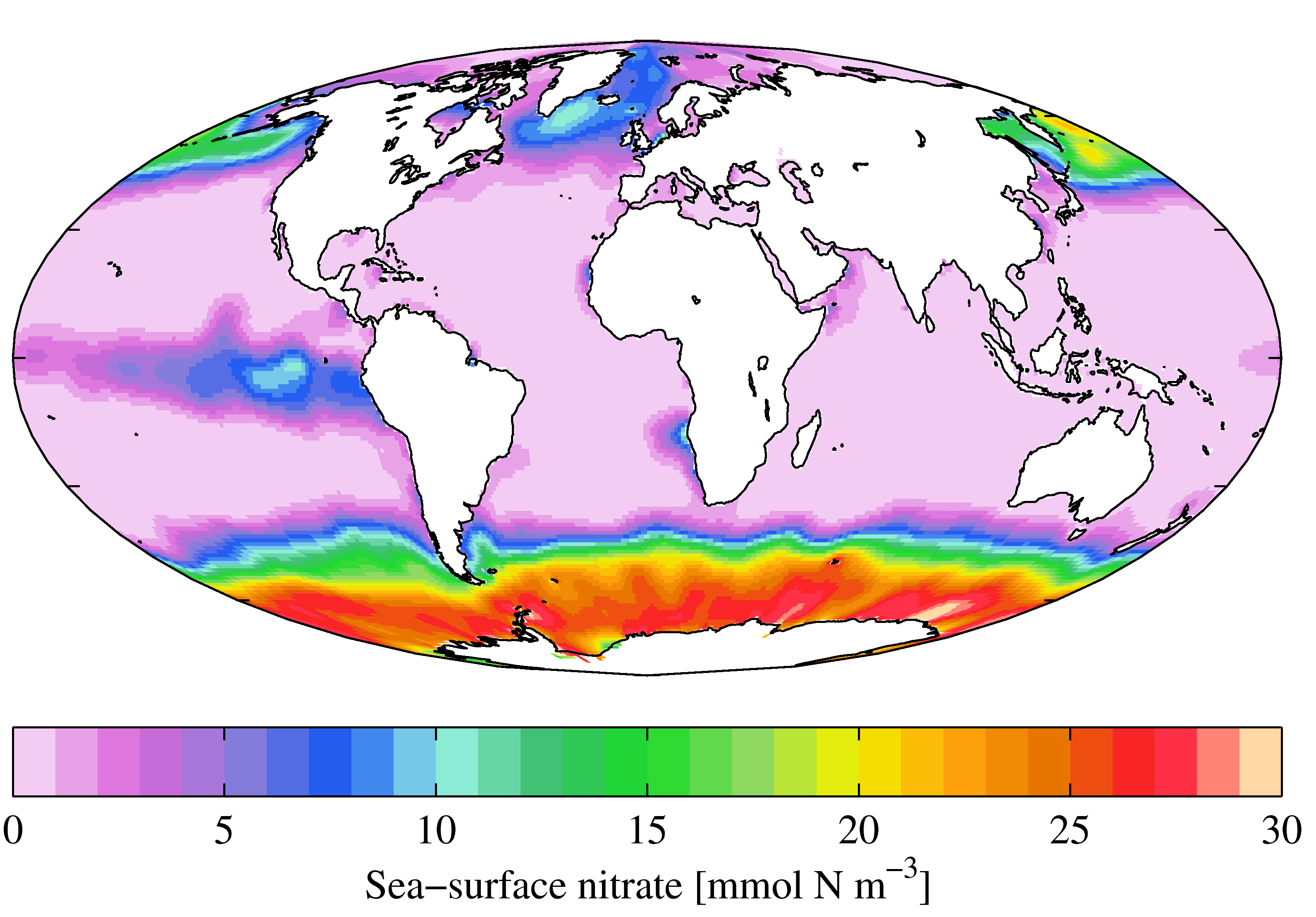
Concentração média de nitrato na superfície do oceano global

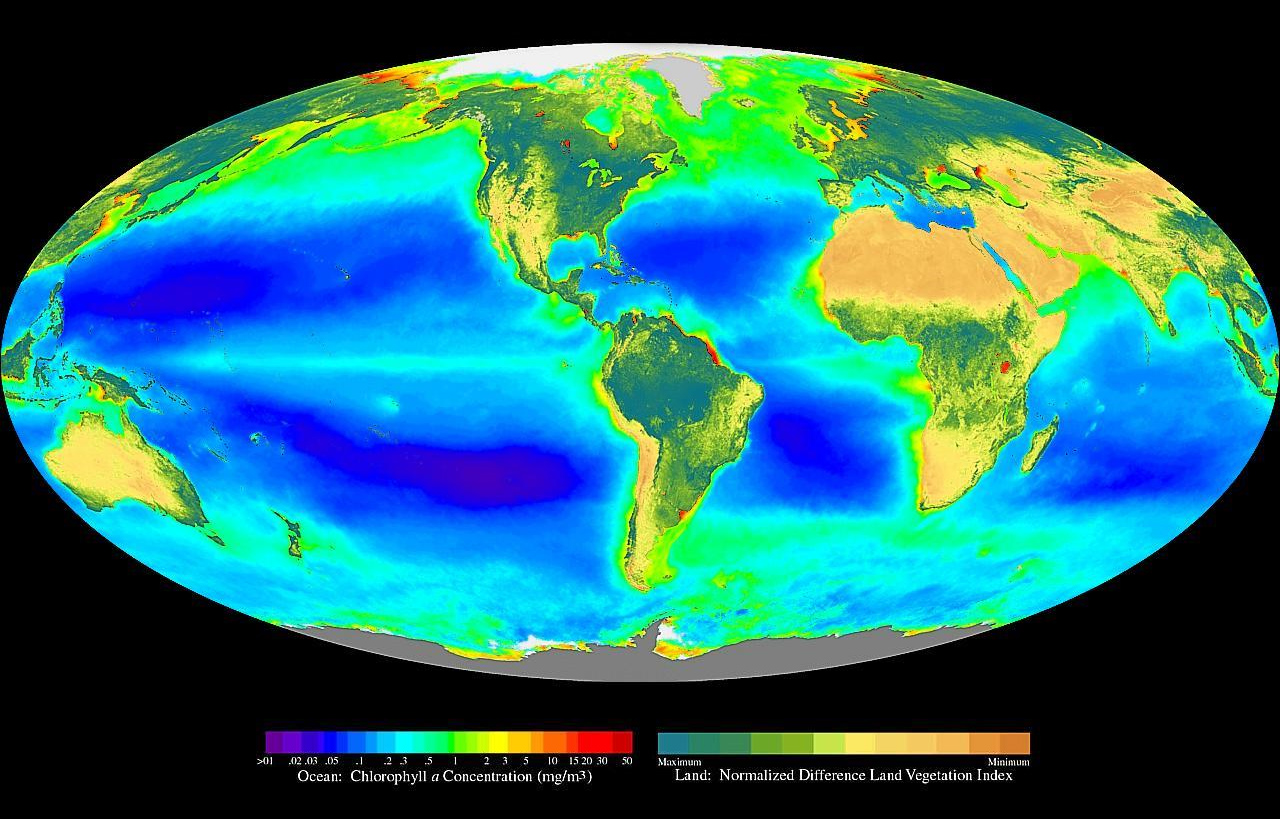
Abundância de organismos fotossintetizantes oceânicos e terrestres no planeta

Em oceanografia, ANBC (do inglês HNLC, high-nitrate, low-chlorophyll) é uma sigla que significa "alto nitrogênio, baixa clorofila". Este termo é usado para caracterizar aproximadamente 20% de toda a superfície do oceano global, onde a luz é abundante e a concentração de micronutrientes (nitrato, fosfato e silicato) também é alta. No entanto, a biomassa fitoplanctônica permanece baixa. Essas áreas ocupam a maior parte do Oceano Austral, o Oceano Pacífico equatorial e o extremo norte (região subártica) do Oceano Pacífico. Nas áreas ANBC, o principal fator que limita o crescimento do fitoplâncton é o baixo aporte do nanonutriente ferro na superfície do oceano.

## Histórico e hipótese do ferro
A primeira especulação de que o fitoplâncton no “deserto antártico” (Oceano Austral, assim chamado devido à baixa biomassa fitoplanctônica) estaria limitado por ferro foi feita pelo biólogo inglês Joseph Hart em 1930. No entanto, essa discussão só foi retomada em 1980 pelo oceanógrafo John Martin, quando ele realizava diversas análises de nutrientes na água do mar e concluiu que o ferro estaria limitando o crescimento do fitoplâncton nessas regiões de “deserto antártico”.[carece de fontes?] A partir disso, a comunidade oceanográfica começou a estudar mais sistematicamente o efeito dessas grandes áreas do oceano global (limitadas por ferro) na produtividade primária e na exportação de carbono para o oceano profundo. Em 1988, John Gribbin foi o primeiro cientista a sugerir publicamente que o efeito estufa poderia ser reduzido caso grandes quantidades de compostos de ferro solúveis em água fossem adicionados no oceano como fertilizante para o fitoplâncton. Porém, John Martin é que ficou mais conhecido após sua afirmação: “Dê-me metade de um navio petroleiro em ferro e eu lhe darei uma era do gelo”. Esta frase foi proferida em uma palestra no Instituto Oceanográfico Woods Hole em julho de 1988 e marcou o início de décadas de experimentos de fertilização do oceano. Todos esses experimentos partiam do princípio que, dispersando uma quantidade relativamente pequena de ferro nas áreas ANBC, criariam-se grandes florações algais. Hipoteticamente, com um número suficiente dessas áreas fertilizadas, o crescimento de microalgas seria capaz de retirar tanto dióxido de carbono da atmosfera que o efeito estufa poderia ser revertido e a superfície da Terra esfriada. Diversos experimentos científicos de fertilização do oceano com ferro foram executados com o intuito de provocar florações fitoplanctônicas, aumentando assim a exportação de carbono para o oceano profundo.

## Outras hipóteses para explicar as áreas ANBC
Além da hipótese do ferro, outras duas hipóteses chegaram a ser formuladas para explicar a ocorrência de áreas ANBC no oceano global. Uma delas foi a pastagem do zooplâncton. De acordo com esta hipótese, a predação do zooplâncton contribuiria para a manutenção dos baixos níveis de clorofila na água em áreas como o Oceano Pacífico subártico. A outra hipótese levantada foi a do excesso de turbulência na coluna de água do Oceano Austral. Neste caso, os intensos ventos observados em altas latitudes do hemisfério sul seriam capazes de sustentar uma grande mistura vertical na coluna de água, levando o fitoplâncton abaixo de uma profundidade crítica onde a luz passaria a limitar seu crescimento.

## Distribuição de nutrientes no oceano

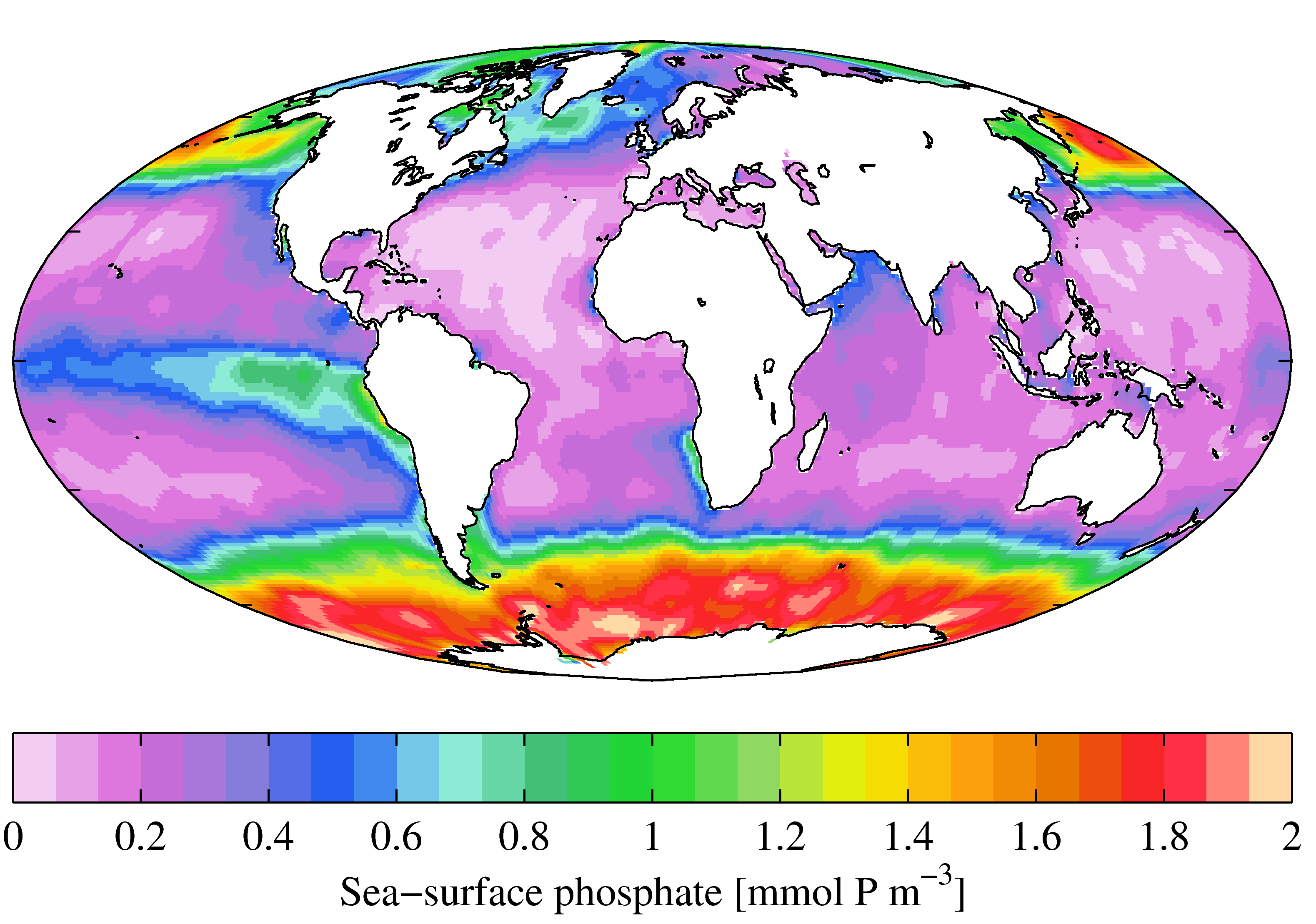
Concentração média de fosfato na superfície do oceano global

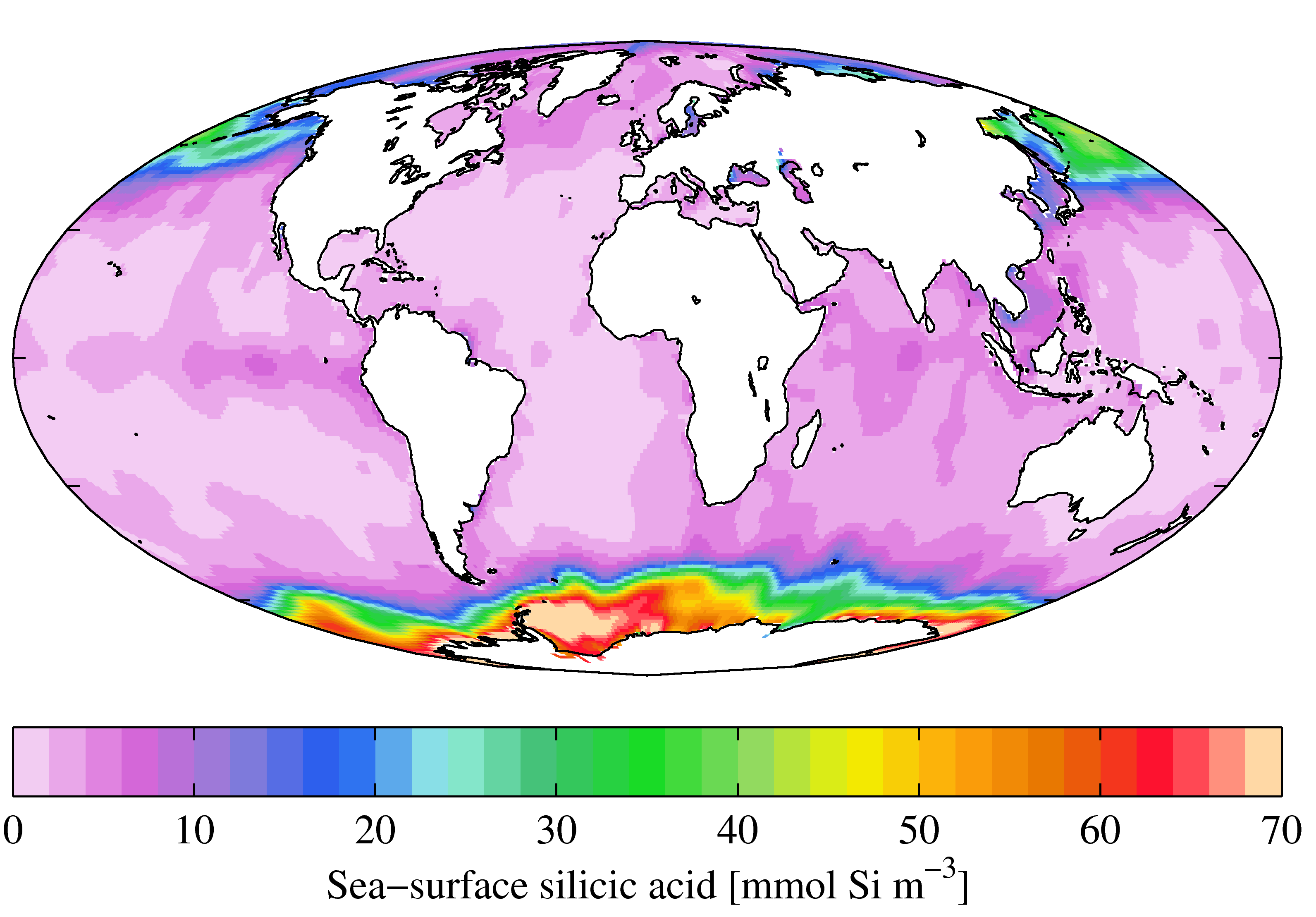
Concentração média de silicato na superfície do oceano global

A distribuição de nutrientes no oceano global depende de fatores físicos (como difusão turbulenta e processos advectivos) e químicos (como mineralização da matéria orgânica). A disponibilidade dos micronutrientes nitrogênio, fósforo e silício limita a quantidade de vida no oceano. Assim, esses micronutrientes tendem a ser consumidos nas águas superficiais porque são essenciais para o crescimento do fitoplâncton. Como este também é dependente de luz para a realização da fotossíntese, a produção primária marinha está presente apenas na camada fótica do oceano. Assim, as águas escuras do oceano profundo são ricas em nutrientes. Em áreas onde há divergência de massas de água na superfície, as águas profundas frias afloram e resultam no florescimento do fitoplâncton. Na superfície do oceano global, as maiores concentrações de micronutrientes são encontradas no Oceano Austral devido à ausência de termoclina permanente e em áreas de ressurgência equatorial ou costeira. Esta última é bastante intensa nas margens leste dos três oceanos, especialmente nos trópicos onde os ventos alísios são constantes e favorecem o transporte de Ekman em direção ao largo.

## Distribuição de fitoplâncton no oceano
A produção primária marinha é controlada por vários fatores mutuamente dependentes. Os mais importantes são luminosidade, disponibilidade de micronutrientes, pastagem de zooplâncton herbívoro e mecanismos físicos (ressurgência, convergência, divergência, turbulência, entre outros). A produção primária é maior em locais onde observa-se o fenômeno de ressurgência costeira, seguido pelo norte dos oceanos Pacífico e Atlântico, Pacífico equatorial e Oceano Austral.[carece de fontes?] Em um mesmo local também há variações sazonais na produção primária. Em áreas temperadas, por exemplo, geralmente são observadas florações de fitoplâncton na primavera e no outono. Tais florações estão relacionadas com a disponibilidade de nitrogênio e fósforo na coluna de água, gerando picos de produção primária nessas estações do ano. No verão, os picos de fitoplâncton são menores devido à reciclagem de nutrientes pela pastagem do zooplâncton.

## Disponibilidade de ferro no oceano
O ferro é um dos elementos mais abundantes do Universo, sendo o núcleo da Terra formado principalmente por ferro e níquel. No entanto, apesar de constituinte da crosta oceânica, o ferro é um nanonutriente escasso na coluna de água marinha. As fontes de ferro para o oceano compreendem os rios que deságuam nas áreas costeiras e, principalmente, a poeira originada nos desertos continentais. Nesta última fonte pode-se destacar as tempestades de areia do deserto do Saara que depositam ferro na superfície do Oceano Atlântico tropical e as tempestades de areia dos desertos do Oriente Médio que sopram em direção ao Oceano Índico. Somente 2% do ferro que entra nos oceanos a partir da atmosfera é solúvel na água do mar, tornando-se disponível para absorção pelo fitoplâncton como nutriente.

## Áreas ANBC

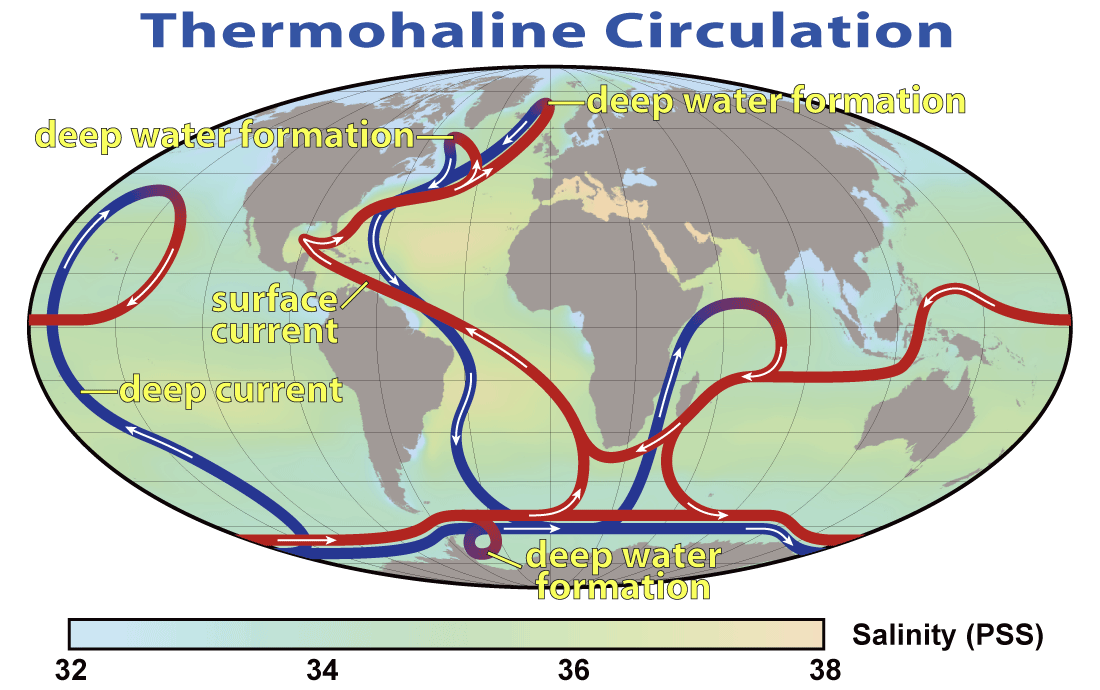
Circulação termohalina e a esteira de transporte oceânico global

Em áreas que cobrem cerca de 20% da superfície do oceano global, ao longo de todo o ano a produção primária é inferior àquela esperada em função da elevada disponibilidade de nutrientes (particularmente nitrogênio) dissolvidos na água do mar. Essas áreas são:
- Oceano Austral: rico em micronutrientes, mas muito afastado de desembocaduras de grandes rios. Isso faz com que o aporte de ferro seja baixo, afetando a produção primária no entorno do continente antártico.
- Oceano Pacífico equatorial: ressurgência muito importante ascende micronutrientes para as águas superficiais. Entretanto, não recebe aporte significativo de rios nem de poeira proveniente dos desertos do continente americano, já que a Cordilheira dos Andes e as Montanhas Rochosas funcionam como barreiras naturais. Além disso, as células de circulação atmosférica levam as massas de ar para o sul do Oceano Atlântico (enriquecendo as águas da plataforma continental da Argentina).[13]
- Norte do Oceano Pacífico: área de afloramento das massas de água mais antigas do oceano global, que apresentam tempo de residência no oceano profundo de cerca de 1000 anos (término da esteira de transporte oceânico representada pela circulação termohalina).[14] Nessas águas superficiais, muito ricas em micronutrientes, também não há o desague de grandes rios ou a chegada de poeira atmosférica vinda de importantes desertos, tornando-se uma área oceânica deficiente no nanonutriente ferro.

## Fertilização do oceano e a mitigação do aquecimento global
O grande interesse na fertilização do oceano com ferro nessas áreas ANBC vem da possibilidade de remover quantidades significantes de dióxido de carbono da atmosfera. Assim, essa iniciativa  é considerada uma potencial ação mitigadora do aquecimento global. Essa teoria parte do seguinte postulado: o fitoplâncton nas áreas ANBC é limitado por ferro, logo a adição de ferro no oceano permitiria o aumento da biomassa fitoplanctônica. A maior produção primária absorveria mais dióxido de carbono dissolvido na água do mar para a realização da fotossíntese e aumentaria a exportação de carbono para águas profundas à medida que os organismos fitoplanctônicos morressem e sedimentassem na coluna de água (ver bomba biológica). Dessa forma, o transporte de carbono da superfície para o interior do oceano faria com que mais dióxido de carbono fosse removido da atmosfera para o oceano, contribuindo, assim, para a diminuição da concentração desse gás na atmosfera e favorecendo na mitigação do aquecimento global.

## Experimentos de enriquecimento do oceano com ferro
Um série de experimentos em mesoescala de fertilização do oceano com ferro foram realizados entre 1993 e 2012. Informações resumidas desses experimentos são listadas a seguir:
| Nome do experimento                                                       | Oceano              | Ano  | Quantidade de ferro adicionada |
| IronEx I (Iron experiment)                                                | Pacífico equatorial | 1993 | 450 kg                         |
| IronEx II (Iron experiment)                                               | Pacífico equatorial | 1995 | 450 kg                         |
| SOIREE (Southern Ocean iron release experiment)                           | Austral             | 1999 | 1750 kg                        |
| EisenEx (Iron experiment)                                                 | Austral             | 2000 | 2350 kg                        |
| SEEDS I (Subarctic Pacific iron experiment for ecosystem dynamics study)  | Pacífico norte      | 2001 | 350 kg                         |
| SOFeX (Southern Ocean iron experiment - north)                            | Austral             | 2002 | 1300 kg                        |
| SOFeX (Southern Ocean iron experiment - south)                            | Austral             | 2002 | 1700 kg                        |
| SERIES (Subarctic ecosystem response to iron enrichment study)            | Pacífico norte      | 2002 | 490 kg                         |
| SEEDS II (Subarctic Pacific iron experiment for ecosystem dynamics study) | Pacífico norte      | 2004 | 480 kg                         |
| EIFEX (European iron fertilization experiment)                            | Austral             | 2004 | 2820 kg                        |
| SAGE (Surface-ocean lower-atmosphere studies of air-sea gás exchange)     | Austral             | 2004 | 1100 kg                        |
| FeeP (Phosphate and iron addition experiment)*                            | Atlântico           | 2004 | 1840 kg                        |
| CROZEX (Crozet natural iron bloom and export experiment)                  | Austral             | 2005 |                                |
| LOHAFEX (Indian and German iron fertilization experiment)                 | Austral             | 2009 | 20 toneladas                   |
| HSRC (The Haida Salmon Restoration Corporation)                           | Pacífico norte      | 2012 | 120 toneladas                  |

* Experimento duplo realizado em área com baixo nitrogênio e baixa clorofila (BNBC)

## Principais resultados dos experimentos de enriquecimento
De acordo com uma revisão publicada por Boyd e colaboradores, as principais conclusões dos experimentos de fertilização do oceano foram: (1) a comprovação de que o ferro é um nanonutriente limitante ao crescimento do fitoplâncton em áreas ANBC; e (2) a evidência de que florações de fitoplâncton estimuladas pelo aporte de ferro afetam os ciclos biogeoquímicos (ex.: carbono, nitrogênio e silício) e o clima do planeta. Além disso, os experimentos mostraram que a produtividade primária aumentou em todas as áreas ANBC fertilizadas com ferro. De uma maneira, geral, o fitoplâncton também cresceu mais rapidamente em águas oceânicas mais quentes. Todos os grupos fitoplanctônicos aumentaram sua biomassa, mas somente as diatomáceas floresceram e escaparam da pressão exercida pelo zooplâncton herbívoro. As diatomáceas também reduziram suas necessidades de sílica em virtude do aumento da concentração de ferro na água do mar.
O acompanhamento temporal das florações induzidas nos experimentos de fertilização mostrou-se uma ferramenta útil para interpretar as florações naturais e estimar o intervalo de tempo entre o acúmulo de carbono pelo fitoplâncton e sua posterior exportação para o oceano profundo. Esses experimentos também revelaram-se uma abordagem mais abrangente de estudo da teia trófica pelágica marinha. Após esses estudos, ficou evidente a necessidade de se conhecer melhor como a variabilidade do fornecimento de ferro (natural ou antrópico) afeta a biogeoquímica do oceano e o clima global.